# Арья (приток Большой Кокшаги)
Арья — река в России, протекает в Республике Марий Эл. Устье реки находится в 118 км от устья Большой Кокшаги по левому берегу. Длина реки составляет 21 км, площадь водосборного бассейна — 125 км².
Направление течения — юго-запад. Всё течение реки проходит по ненаселённому заболоченному лесу. Крупнейший приток — Ошманка (левый). Нижнее течение реки проходит по территории заповедника Большая Кокшага. Впадает в Большую Кокшагу у нежилой деревни Шушер.

## Данные водного реестра
По данным государственного водного реестра России относится к Верхневолжскому бассейновому округу, водохозяйственный участок реки — Волга от Чебоксарского гидроузла до города Казань, без рек Свияга и Цивиль, речной подбассейн реки — Волга от впадения Оки до Куйбышевского водохранилища (без бассейна Суры). Речной бассейн реки — (Верхняя) Волга до Куйбышевского водохранилища (без бассейна Оки).
Код объекта в государственном водном реестре — 08010400712112100000794.